# Salts als Jocs Olímpics d'estiu de 1956
Als Jocs Olímpics d'Estiu de 1956 celebrats a la ciutat de Melbourne (Austràlia) es disputaren quatre proves de salts, dues en categoria masculina i dues en categoria femenina. La competició es desenvolupà entre els dies 30 de novembre i el 7 de desembre de 1956.
Hi participaren un total de 59 saltadors, 33 homes i 26 dones, de 16 comitès nacionals diferents.

## Resum de medalles

### Categoria masculina
| Prova                           | Or              | Argent        | Bronze          |
| Trampolí de 3 metres Detalls    | Bob Clotworthy  | Donald Harper | Joaquín Capilla |
| Plataforma de 10 metres Detalls | Joaquín Capilla | Gary Tobian   | Richard Conner  |

### Categoria femenina
| Prova                           | Or            | Argent        | Bronze          |
| Trampolí de 3 metres Detalls    | Pat McCormick | Jeanne Stunyo | Irene MacDonald |
| Plataforma de 10 metres Detalls | Pat McCormick | Juno Stover   | Paula Myers     |

## Medaller
| Posició | País         | Or | Argent | Bronze | Total |
| 1       | Estats Units | 3  | 4      | 2      | 9     |
| 2       | Mexico       | 1  | 0      | 1      | 2     |
| 3       | Canada       | 0  | 0      | 1      | 1     |